# Рыбаки (Нагорский район)
Рыбаки — деревня в Нагорском районе Кировской области в составе Чеглаковского сельского поселения.

## География
Находится на расстоянии примерно 13 километров по прямой на запад-северо-запад от районного центра поселка Нагорск.

## История
Упоминается с 1802 года, когда в ней учтено было 7 мужских душ. В 1873 году отмечено  дворов 6 и жителей 70, в 1905 13 и 128, в 1926 24 и 159, в 1950 27 и 94. в 1989 году учтено 23 жителя.

## Население
Постоянное население  составляло 10 человек (русские 100%) в 2002 году, 1 в 2010.